# Слепцов, Василий Алексеевич
Васи́лий Алексе́евич Слепцо́в (17 [29] июля 1836, Воронеж — 23 марта [4 апреля] 1878, Сердобск) — русский писатель и публицист, характерный представитель либерального направления 1860-х годов. Организатор Знаменской коммуны в Петербурге.

## Биография
Происходил из дворянского рода Слепцовых. Отец, Алексей Васильевич Слепцов, имел 1500 десятин земли и 250 душ в Сердобском уезде Саратовской губернии. Мать Жозефина Адамовна (урожд. Поклонская) была племянницей декабриста К. Г. Игельстрома. Родился он в Воронеже, где в Новороссийском драгунском полку служил его отец, который через год вышел в отставку и поселился с семьёй в Москве. В семье было два сына (Василий и Николай) и пять дочерей (Глафира, София, Екатерина, Анастасия, Лидия).
В 1846 году начал учиться во 2-м классе 1-й московской гимназии, но из-за переезда семьи в Саратовскую губернию, с 1848 года он учился в Дворянском институте в Пензе, который и окончил. Далее учился на медицинском факультете Московского университета (1854), но недолго, ибо через год увлёкся сценой и поступил актёром в Ярославский городской театр (под псевдонимом Лунин). В это время женился на кордебалетной танцовщице Е. А. Цукановой.
По словам Д. Мирского, «дворянин и красавец, Слепцов обладал необыкновенной привлекательностью для противоположного пола; он осуществлял на практике идеалы свободной любви, которые пропагандировало его поколение». От лицедейства он скоро перешёл к изучению народного быта и по предложению этнографического отделения Императорского географического общества, отправился, по тогдашней моде — пешком, во Владимирскую губернию.
В 1857—1862 гг. числился чиновником в канцелярии московского гражданского губернатора, часто бывал в московском литературном салоне графини Салиас-де-Турнемир. Унаследованное имение продал брату и вновь женился (1858) — на Елизавете Николаевне Языковой (дочери поручика). Их первенец умер в младенчестве. Слепцов довольно скоро оставил жену и уехал в Петербург.
Опубликовал несколько очерков из народной жизни в журналах разного направления, включая некрасовский «Современник» и «Северную пчелу». Под влиянием романа «Что делать?» Н. Г. Чернышевского увлёкся практическим решением «женского вопроса» и создал в сентябре 1863 г. известную Знаменскую коммуну, просуществовавшую до июня следующего года. Завершение этой эпопеи, отнявшей у Слепцова много времени и сил, позволило ему уделять больше времени писательской деятельности. В 1865 году он опубликовал в журнале «Современник» сатирическую картину либерального общества эпохи «великих реформ» — повесть «Трудное время».
Играл ведущую роль в кампании за предоставление молодым женщинам столицы образования, работы и независимости. Организовал общедоступные для женщин лекции по различным наукам. Также организовал переплетную мастерскую для женщин и учредил общественный фонд помощи для обеспечения её дешёвым кредитом.
30 апреля 1866 года Слепцов был арестован по делу Каракозова, который 4 апреля неудачно покушался на жизнь императора Александра II. Никаких доказательств предполагаемой преступной деятельности Слепцова получено не было, и 18 июня 1866 года он был освобождён с оставлением под надзором полиции.
В 1873 году у Слепцова была обнаружена язва прямой кишки (которая была, видимо, первым проявлением рака). В том же году по совету врача оставил литературную деятельность, лечился на Кавказе (в Тифлисе). С осени 1873 года и до конца 1874 года жил и лечился в Пятигорске и Железноводске. В 1875 году вернулся в Москву, а весной 1876 года приехал для оперативного лечения в Петербург. Операция прошла удачно, но принесла только временное облегчение. В 1877 году повторно лечился в Пятигорске. Затем Слепцов уехал в деревню к матери, где и умер 30 марта 1878 года.
Дочь его Валентина (26.11.1862 — 17.1.1940, Берлин) была замужем за Иосифом Александровичем Ромейко-Гурко.

## Знаменская коммуна
В 1863 году Слепцов создал в Петербурге первую коммуну — своего рода общежитие, где поселился сам вместе с несколькими своими знакомыми, разделявшими его идеи. Сначала это были: Аполлон Филиппович Головачёв, известная как «нигилистка» А. Г. Маркелова и Е. И. Ценина (Цапина) с детьми; затем после уезда Маркеловой прибавились Владимир Николаевич Языков (шурин Слепцова), переводчица М. Н. Коптева и княжна Е. А. Макулова. 
Коммуна представляла собой снятую Слепцовым на улице Знаменской в доме Бекмана большую квартиру (из 11 комнат), где каждый из жильцов имел отдельную комнату, и одна большая комната оставлена была общей. Для ведения хозяйства нанята была «общая» прислуга. По замыслу Слепцова, жизнь в коммуне должна была быть организована на социалистических началах. Однако никто из проживавших в «коммуне» эмансипированных женщин не желал взваливать на себя бремя заведования общим хозяйством; эту роль по необходимости пришлось взять на себя самому Слепцову. Кроме того, совместное проживание людей с разными привычками постоянно вызывало мелкие конфликты и взаимное раздражение. 
Знаменская коммуна Слепцова была первым в России примером совместного проживания под одной крышей мужчин и женщин, не связанных между собой узами родства или узами брака и не принуждённых бедностью к совместному житью. Это небывалое явление породило множество грязных слухов о неупорядоченных сексуальных контактах между жильцами квартиры на Знаменской, а также вызвало пристальное внимание полиции. Эти обстоятельства ускорили распад коммуны, которая просуществовала менее года: с 1 сентября 1863 года по июнь 1864 года.
Н. С. Лесков сатирически изобразил Знаменскую коммуну в нашумевшем романе «Некуда»; Слепцов там выведен под видом самодовольно-фальшивого дворянина Белоярцева.

## Литературная деятельность
Дебютировал в печати в конце 1850-х годов; сотрудничал с «Атенеем», «Русской речью». Автор фельетонов-обозрений, циклов очерков «Владимирка и Клязьма», «Письма об Осташкове», рассказов и драматических этюдов «Питомка», «Ночлег», «Свиньи», «Мёртвое тело», повести «Трудное время», незавершённого романа «Хороший человек».

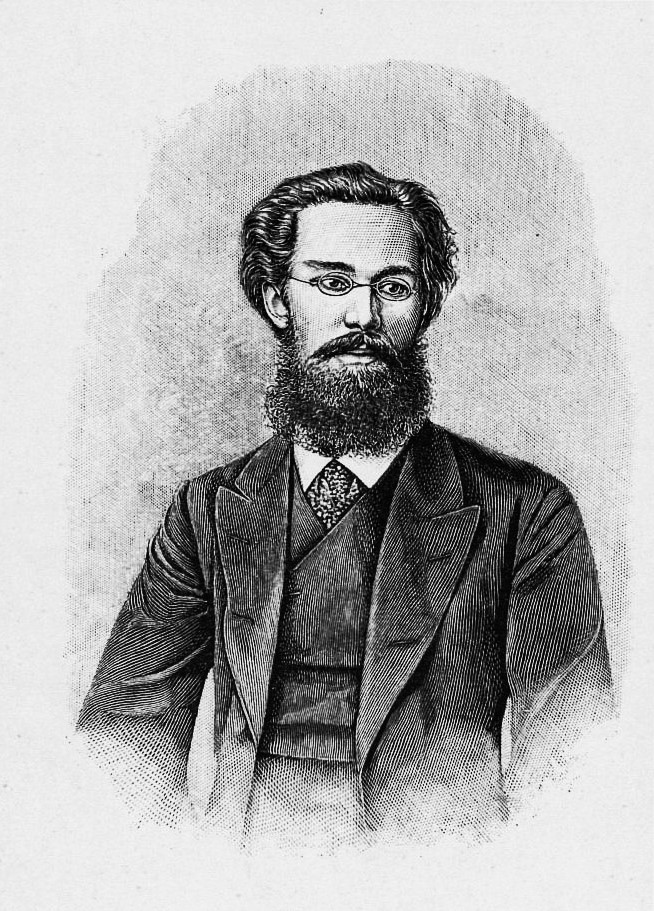

В противовес сентиментальному человеколюбию предыдущей эпохи Слепцов, как и другие беллетристы его поколения, делал упор на животном состоянии, в которое русский крестьянин «впал в результате столетий угнетения и невежества». Он считается мастером реалистического диалога: «Разговоры его крестьян, часто невероятно комические, сохраняют все разговорные интонации, все диалектальные особенности и имеют все преимущества фонографической записи, не нарушая мастерски создаваемого настоящим искусством напряжения» (Д. Мирский).

Слепцов больше слышит, чем видит. Третий класс железной дороги, в окна которого глядятся однообразные пейзажи, какое-нибудь шоссе с его пешеходами, случайный ночлег на постоялом дворе — все это для автора, находящегося в беспрерывном путешествии, составляет неиссякаемый резервуар речей, разговоров и отдельных идиомов, которые он, в своем этнографическом любопытстве, охотно запоминает и записывает. Законченный звуковой рисунок для него гораздо дороже красок, отточенная сжатость составляет его отличительную черту. Одна короткая фраза следует за другой, один факт нанизывается на следующий — большей частью в бесстрастном хронологическом порядке.— Юлий Айхенвальд
Alter ego автора, скептик Рязанов, представляет собой развитие базаровского типа — с той разницей, что, подобно своему создателю, впадает в беспросветный пессимизм: «Овладевает им чувство бессилия и беспомощности перед неиссякаемыми ключами страдания и злобы, которые бьют на каждом шагу жизненного пути. Как раз эта усталая совесть, эта утомленная скорбью душа и породила ту мучительную скуку и то холодное бесстрастие, с которым Слепцов или его герой Рязанов, так похожий на него, говорят о человеческих драмах» (Айхенвальд).

## Произведения

### Романы и повести
- «Трудное время» (1865, повесть)
- «Хороший человек» (1871, роман, не закончен)

### Рассказы
- «Спевка» (1862)
- «Вечер» (1862)
- «Питомка (Деревенские сцены)» (1863)
- «Ночлег (Подгорные сцены)» (1863)
- «Сцены из больницы» (1863)
- «Свиньи (Деревенские сцены)» (1863)
- «Отрывок из дневника» (1864)

### Пьесы и сцены
- «Мёртвое тело. Деревенские сцены в трёх картинах» (1863)
- «Мастеровщина» (1866, фрагменты)
- «В трущобах» (1866)
- «В вагоне III класса. Дорожные разговоры» (1867)
- «Сцены в мировом суде» (1874)

### Очерки
- «Владимирка и Клязьма. Дорожные заметки» (1861)
- «На железной дороге» (1862)
- «Письма об Осташкове. Образец городского устройства в России» (1862—1863, цикл)